# Razor Ramon
Razor Ramon是吉本興業所屬的藝人住谷正樹與出渕誠所組成的搞笑藝人團體。

## 經歷
兩人在大學時代都有參加摔角同好會。住谷就讀於同志社大學，其稱號為「ギブアップ住谷」。另一方面，出渕就讀於立命館大學並有著「チン先真性」的稱號。這兩所大學的摔角同好會時常有定期戰之類的交流活動，兩人也時常碰面。兩人都有著在大學期間得到摔角比賽冠軍的經驗因而很要好，並於1997年10月成立了搞笑藝人團體「Razor Ramon」。該團體的名稱是參考自一名職業摔角選手史考特·霍爾於世界摔角娛樂時期的稱號。

## 廣告
- フマキラー（2006年）- 2人共同演出。
- ドワンゴ - 2人共同演出。

## 所得獎項
- 第18回今宮こどもえびすマンザイ新人コンクール福笑い大賞（1997年）
- ABCお笑いグランプリ審査員特別賞（2000年）
- 2005年 流行語大賞

## 外部連結
- Razor Ramon的簡介（吉本興業官方網站）